# Décimo terceiro Concílio de Toledo
O Décimo terceiro Concílio de Toledo foi um concílio regional com início em 4 de Novembro de 683 na Igreja dos Santos Apóstolos. O concílio terminou em 13 de Novembro de 683.
Estiveram presentes 77 bispos, cinco abades, três dignitários catedralícios e 26 funcionários palatinos. O rei Ervígio pediu perdão aos bispos e a reabilitação dos revoltosos de 673 contra Vamba. Os bispos acederam a restituir os cargos, as posições e as terras que tinham revertido para a Coroa aos nobres revoltosos e aos seus descendentes; o perdão estender-se-ia a todos os que tinham caído em desgraça pelos mesmos motivos desde os tempos de Quintila, quarenta anos antes. O rei Ervígio não desejava que os laços de sangue e as vinganças familiares provocassem novas rebeliões e optou por uma política prudente de reconciliação que pusesse fim aos partidos dentro da nobreza.
Os bispos condenaram as conversões forçadas, restabelecendo a necessidade de julgamento sem tortura para estabelecer a culpa. Regulou-se também um limite máximo para a detenção.
O concílio também reafirmou a necessidade de respeitar a vida e a propriedade da família real depois da morte de cada monarca, bem como algumas questões menores.